# Olympische Winterspiele 1992/Teilnehmer (Chinese Taipei)
| Gelbes Symbol für Goldmedaillen mit stilisierten Olympischen Ringen | Graues Symbol für Silbermedaillen mit stilisierten Olympischen Ringen | Braundes Symbol für Bronzemedaillen mit stilisierten Olympischen Ringen |
| ------------------------------------------------------------------- | --------------------------------------------------------------------- | ----------------------------------------------------------------------- |
| —                                                                   | —                                                                     | —                                                                       |

Die Republik China nahm unter dem Namen Chinesisch Taipeh an den Olympischen Winterspielen 1992 im französischen Albertville mit einer Delegation von acht männlichen Athleten in drei Disziplinen teil. Ein Medaillengewinn gelang keinem der Athleten.

## Teilnehmer nach Sportarten

### Bob
Männer, Zweier
- Chen Chin-san, Chang Min-jung (TPE-1)
33. Platz (4:10,97 min)

Männer, Vierer
- Chen Chin-san, Chen Chin-san, Hsu Kuo-jung, Chang Min-jung (TPE-1)
26. Platz (4:01,94 min)

### Eiskunstlauf
Männer
- David Liu
17. Platz (26,5)

### Ski Alpin
Männer
- Chen Tong-jong
Riesenslalom: 81. Platz (3:05,99 min)
Slalom: Rennen nicht beendet

- Ong Ching-ming
Riesenslalom: Rennen nicht beendet

- Tang Wei-tsu
Super-G: Rennen nicht beendet